# Нік Семпсон
Нік Семпсон (англ. Nic Sampson, 18 листопада 1986)— новозеландський актор, комік та письменник. Найбільш відомий своїми ролями Чіпа Торна, Жовтого таємничого рейнджера в "Могутні рейнджери: Містична сила", детектива Сема Бріна в "The Brokenwood Mysteries", а також у новозеландському скетч-шоу "Funny Girls".

## Кар'єра
Нік зіграв Чіпа Торна, жовтого таємничого рейнджера у фільмі «Могутні рейнджери: Містична сила», прем'єра якого відбулася в 2006 році. Він також озвучив Вартового Лицаря в «Операції Могутніх Рейнджерів „Овердрайв“» .
Семпсон виконав роль детектива Констебля Сема Бріна у новозеландському детективному драматичному телесеріалі «Таємниці розбитого лісу», прем'єра якого відбулася на «Prime» 2014 року.
В 2014 році Семпсон став найкращим новачком на Новозеландському міжнародному фестивалі комедій. В 2015 році він був номінований на премію «Billy T Award», а в 2016 актора номінували на премію «Fred Award» за найкраще новозеландське шоу.
Семпсон був сценаристом і виконавцем новозеландських сатиричних шоу «Проект Джоно» та «Джоно і Бен». Він також був сценаристом і виконавцем однієї із ролей у комедії «Веселі дівчата», яка тривала протягом трьох сезонів (2015—2018). Семпсон є одним із творців новозеландського ситкому «Golden Boy».
Нік — один із засновників імпровізованого комедійного колективу Snort з Окленда.

## Фільмографія
| Рік          | Назва                             | Роль                                       | Примітки                                       |
| ------------ | --------------------------------- | ------------------------------------------ | ---------------------------------------------- |
| 1999         | A Twist In The Tale               | Jonathon                                   | 1 епізод                                       |
| 2003         | Freaky                            | Jeremy                                     | 1 епізод                                       |
| 2006         | Могутні рейнджери: Містична сила  | Чарлі "Чіп" Торн/Жовтий містичний рейнджер | 32 епізоди                                     |
| 2007         | Power Rangers Operation Overdrive | Sentinel Knight (голос)                    | Recurring role                                 |
| 2008         | Power Rangers Jungle Fury         | Whiricane (голос)                          | 1 епізод                                       |
| 2009         | The Cult                          | Doctor                                     | 1 епізод                                       |
| 2010         | Go Girls                          | Derek                                      | Recurring role 2 сезон                         |
| 2012         | Jono and Ben                      | Various                                    | Regular role                                   |
| 2013         | Auckland Daze                     | Nic                                        | 2 епізоди                                      |
| 2014         | Step Dave                         | Hamish                                     | 5 епізодів                                     |
| 2014         | Flat3                             | Nic                                        | 4 епізоди                                      |
| 2014         | Power Rangers Super Megaforce     | Skatana (voice)                            | 1 епізод                                       |
| 2015         | Power Rangers Dino Charge         | Slammer (voice)                            | 1 епізод                                       |
| 2015–2018    | Funny Girls                       | Various                                    | Regular role                                   |
| 2014–2021    | The Brokenwood Mysteries          | D.C. Sam Breen                             | 24 епізоди                                     |
| 2021–present | Starstruck                        | Steve                                      | актор (1 епізод, 1 сезон); сценарист (2 сезон) |